# باتريشيا غريمشاو
باتريشيا غريمشاو (بالإنجليزية: Patricia Grimshaw) هي أكاديمية ومؤرخة وكاتِبة أسترالية ونيوزيلندية، ولدت في 16 ديسمبر 1938 في أوكلاند في نيوزيلندا.